# Charnier soviétique de Vinnytsia
 (septembre 2015).
Si vous disposez d'ouvrages ou d'articles de référence ou si vous connaissez des sites web de qualité traitant du thème abordé ici, merci de compléter l'article en donnant les références utiles à sa vérifiabilité et en les liant à la section « Notes et références ».

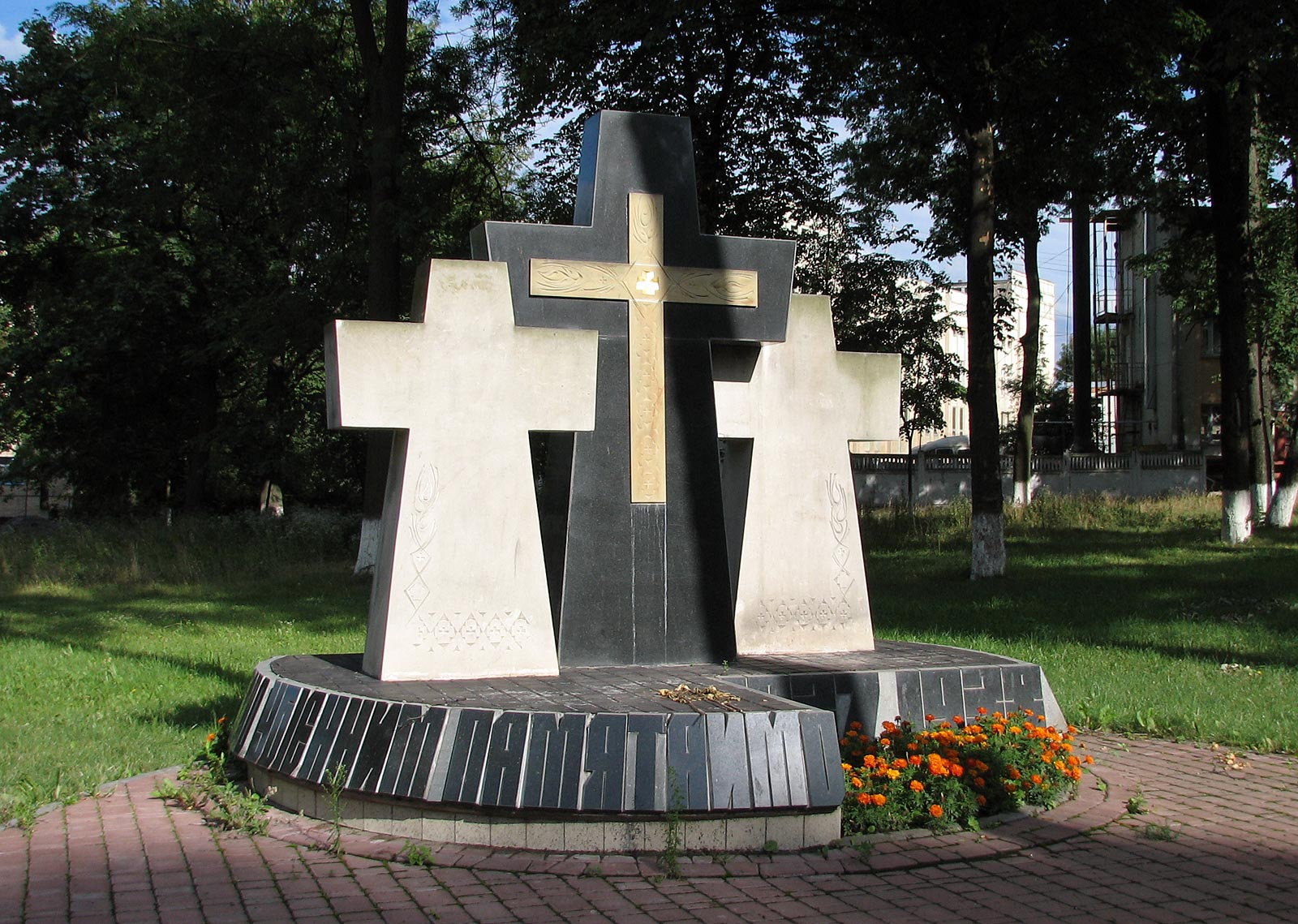
Mémorial aux victimes de Vinnytsia.

Lorsque les armées allemandes envahirent l'Union soviétique lors de l'opération Barbarossa, elles mirent au jour, sur information, plusieurs charniers secrets contenant les corps de milliers de victimes de la terreur rouge du NKVD, la police politique secrète soviétique. Les plus connus furent ceux de Katyn près de Smolensk, en Russie, à la frontière avec la Biélorussie, de Bykivnia dans la banlieue de Kiev et de Vinnytsia également en Ukraine. À des fins de propagande vis-à-vis des Polonais, les nazis décidèrent de fouiller le charnier de Katyn, où se trouvait une partie des corps des milliers d'officiers polonais assassinés sur ordre de Staline, et à Vinnytsia, aux mêmes fins de propagande mais vis-à-vis des Ukrainiens, car les victimes y étaient pour l'essentiel des Ukrainiens de souche, victimes des grandes purges de 1937-1938. De ce fait, le site de Vinnytsia fut longtemps le charnier soviétique le mieux connu en Ukraine. 

## Les massacres des Grandes Purges en Ukraine

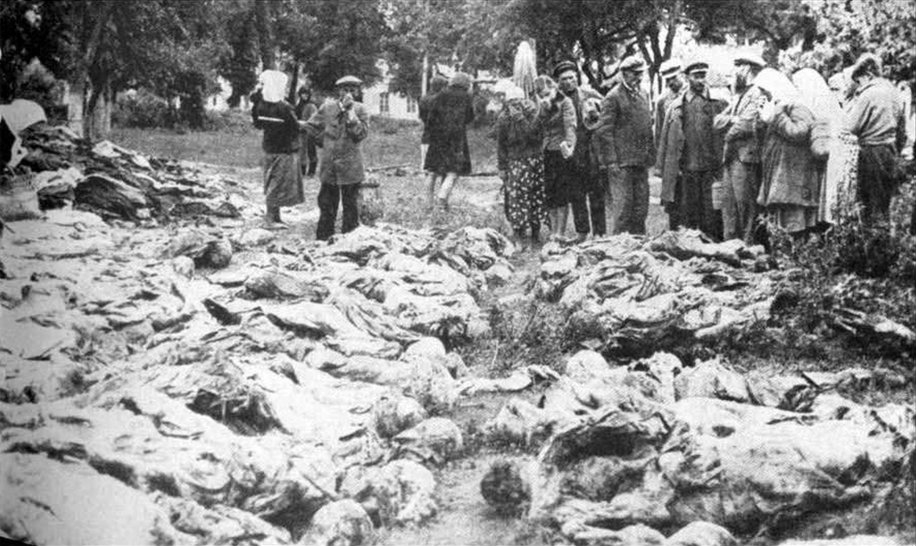
La répression à Vinnytsia, 1943.

La mise au pas de l'Ukraine et son appartenance à l'Union soviétique furent une préoccupation constante du régime soviétique. Après la période de terreur de la guerre civile et une première famine, l'Ukraine dut subir au début des années 1930 une politique de collectivisation forcée au cours de laquelle la paysannerie réticente fut sciemment affamée par les réquisitions, tandis que les paysans propriétaires ne fut-ce que de quelques volailles étaient catalogués comme koulaks et déportés comme tels avec leurs familles. La chasse aux « ennemis du peuple » et aux « espions » entraîna une répression aussi bien des ethnies minoritaires en Ukraine, notamment les Polonais, que des Ukrainiens de toutes conditions. Elle prit avec les Grandes Purges une ampleur considérable. Le NKVD fusilla sur ordre et sans procès des dizaines de milliers de personnes partout en Ukraine. Cette politique fit des millions de victimes affamées, déportées ou exécutées. Après la guerre, les sources staliniennes tentèrent de justifier ces crimes par la position de l'Ukraine en face de l'Allemagne hitlérienne, par la volonté géopolitique de Staline de ne laisser aucune possibilité d'opposition en Ukraine. 
Quoi qu'il en soit, les familles arrêtées, en général sur liste, étaient torturées pour passer des aveux et mettre en cause d'autres « comploteurs ». Les arrestations avaient lieu de nuit et la parentèle restait indéfiniment sans nouvelles. Les arrêtés étaient finalement exécutés secrètement, par paquets, de nuit, les mains liées dans le dos, d'une ou plusieurs balles de calibre 22 dans la tête (voir également massacre de Katyn). Les corps étaient ensuite jetés dans des fosses communes creusées dans des sites entourés d'une palissade, en général dans des bois ou des champs, dans des zones peu fréquentées à proximité du centre du NKVD concerné. Lorsqu'une fosse était pleine et si la configuration des lieux s'y prêtait, on plantait des rangées d'arbres pour cacher les excavations et les tombes. Dans d'autres cas on créait par-dessus les charniers des parcs ou des équipements. 
Environ 30 000 personnes furent arrêtées en 1937 et 1938 dans la seule région de Vinnytsia. Vingt-huit mille passèrent par la prison de la ville. Pratiquement toutes disparurent, beaucoup étant exécutées à la chaîne dans le garage du NKVD, qui disposait d'une évacuation des eaux adaptée à l'écoulement du sang. D'après A. Sutton  Khrouchtchev aurait été l'un des superviseurs des exécutions de Vinnytsia.

## Découverte du site de Vinnytsia
Lorsque les Allemands occupèrent la ville de Vinnytsia, les édiles leur indiquèrent en mai 1943 qu'il existait des fosses communes, rue Lytinska. Des témoins indiquèrent les lieux exacts où les corps furent enterrés : un verger, un parc et un cimetière. Les nazis organisèrent alors des fouilles à grand spectacle dans un but de propagande. Elles commencèrent en juin 1943. Quatre-vingt-onze fosses furent identifiées et ouvertes ; elles contenaient 9 432 corps dont 149 de sexe féminin ; 5 644 corps se trouvaient dans le verger. On renonça à fouiller complètement le parc. 

## Les commissions d'enquêtes

### La Commission médicale du professeur Schräder

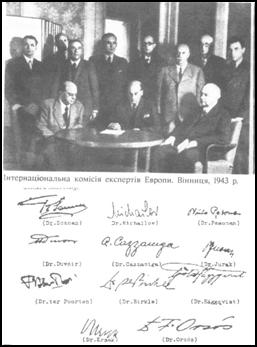
La commission internationale d'experts en anatomie et médecine légale

Le professeur Schräder, de l'Université de Halle en Allemagne, assisté du Docteur Kamerer, commença les exhumations et l'étude des corps avec l'aide de médecins ukrainiens de Vinnytsia et d'autres venus de Russie comme le professeur Malinine de Krasnodar. Il établit un rapport préliminaire qui suggéra aux nazis d'élargir considérablement le cadre de l'enquête pour optimiser son retentissement.

### Deux nouvelles commissions d'enquêtes
Deux commissions furent alors mises en place, une proprement allemande, composée de médecins et de spécialistes nazis et l'autre internationale. La commission internationale d'experts en anatomie et médecine légale fut constituée, avec des représentants de onze pays d'Europe. Ces experts furent: 
- Dr Soenen, Université de Gand, Belgique.
- Dr Michailov, Université de Sofia, Bulgarie.
- Dr Niilo Pesonen, Université d'Helsinki, Finlande.
- Dr Duvoir, Université de Paris, France.
- Dr Cazzaniga, Université de Milan, Italie.
- Dr Ljudevit Jurak, Université de Zagreb, Croatie.
- Dr ter Poorten, Université d'Amsterdam, Pays-Bas
- Dr Birkle, Bucarest, Roumanie.
- Dr Gösta Häggqvist, Karolinska Institutet, Stockholm, Suède.
- Dr Krsek, Université Comenius de Bratislava, Slovaquie.
- Dr Ferenc Orsós, Université Loránd Eötvös, Budapest, Hongrie.

La commission internationale travailla sur le site du 13 au 15 juillet. La commission allemande rendit son rapport le 29 juillet 1943.

### Résultat des commissions d'enquêtes
Les rapports soulignèrent que les moyens de datation disponibles permettaient d'affirmer que les assassinats avaient été effectuées en 1937 et en 1938, soit plusieurs années avant l'invasion allemande. Ils indiquèrent que toutes les victimes avaient été tuées par balle, les mains liées derrière le dos et qu'il s'agissait d'une part, pour la grande majorité, d'Ukrainiens de souche de conditions populaires (ouvriers et paysans) et pour certains d'entre eux de personnes d'origine polonaise.  670 corps furent explicitement identifiés, la plupart par leurs proches lors des visites d'identification organisées à cette fin, dont 28 étaient d'origine polonaise. 
Les jeunes femmes étaient enterrées nues. Beaucoup de crânes présentaient des enfoncements liés à l'emploi d'objets contondants, laissant supposer qu'elles avaient été achevées si les deux balles de 22 long rifle s'étaient avérées insuffisantes.

### Exploitation du site à des fins de propagande
De nombreuses délégations visitèrent le site en 1943. Des hommes politiques et des officiels en provenance de Bulgarie, de Grèce, de Finlande, du Danemark et de Suède se succédèrent. Des photos, des bandes d'actualités et des rapports furent ensuite publiés dans de nombreux pays. La propagande nazie fut particulièrement active et attribua le crime non seulement à Staline mais aussi aux Juifs, comme justification aux exécutions publiques nombreuses de communautés juives sur le sol d'Ukraine par les Einsatzgruppen, massacres connus aujourd'hui sous le nom de Shoah par balles. 
Les corps exhumés furent finalement à nouveau enterrés dans le cadre d'une cérémonie religieuse conduite par le métropolite Vissarion d'Odessa et un nombreux clergé orthodoxe, en présence de représentants d’Églises étrangères. Un monument fut érigé à la mémoire des victimes de la « terreur stalinienne »

### Attribution mensongère aux nazis puis occultation du site par les Soviétiques
Lorsque les Soviétiques reprirent le contrôle de la région, ils commencèrent par changer le texte de la stèle désormais en hommage aux « victimes de la terreur nazie ». Comme à Katyn, à Bykivnia et dans les autres charniers découverts par les Allemands, la propagande officielle de l'URSS attribuera les massacres aux nazis et interdira toute enquête. Puis les autorités communistes détruiront tout et construiront un parc de jeux et une piste de danse sur la partie du site qui était dans le parc public.

## Évolution récente du site
À la suite de la dislocation de l'Union soviétique et de l'indépendance de l'Ukraine, un nouveau monument a été érigé dans le parc à la mémoire des « victimes du totalitarisme », un terme équivoque qui ne fait pas l'unanimité. À l'instar des autres charniers découverts à Kiev, Jytomyr, Kamianets-Podilskyï ou Ternopil, les gouvernements ukrainiens successifs font peu d'efforts pour étudier et aménager les sites. Les autorités actuelles de la ville de Vinnytsia interdisent l'érection de monuments nouveaux. Le site ne figure pas dans les guides touristiques.

## Sources
Le présent article a été établi à partir de l'article du Wikipédia en anglais et surtout de l'ouvrage de Hiroaki Kuromiya : The voices of the dead. Certaines informations de détail proviennent de l'étude de J. Chevtchenko disponible en français et qui donne notamment une traduction du rapport Schräder à l'adresse : [www.ukraine-europe.info/ua/dossiers.asp?1191041438]